# Alba Torrens
Alba Torrens (Binissalem, 30 de agosto de 1989) é uma basquetebolista profissional espanhola, medalhista olímpica.

## Carreira
Alba Torrens integrou Seleção Espanhola de Basquetebol Feminino, na Rio 2016, conquistando a medalha de prata.